# Холокост в Гомельском районе
Холокост в Го́мельском районе — систематическое преследование и уничтожение евреев на территории Гомельского района Гомельской области оккупационными властями нацистской Германии и коллаборационистами в 1941—1944 годах во время Второй мировой войны, в рамках политики «Окончательного решения еврейского вопроса» — составная часть Холокоста в Белоруссии и Катастрофы европейского еврейства.

## Геноцид евреев в районе
Гомельский район был полностью оккупирован немецкими войсками к концу августа 1941 года, и оккупация продлилась 2 года и 3 месяца — до конца ноября (27 сентября) 1943 года. Нацисты включили Гомельский район в состав территории, административно отнесённой к зоне армейского тыла группы армий «Центр». Комендатуры — полевые (фельдкомендатуры) и местные (ортскомендатуры) — обладали всей полнотой власти в районе.
Во всех крупных деревнях района были созданы районные (волостные) управы и полицейские гарнизоны из белорусских и русских коллаборационистов.
Для осуществления политики геноцида и проведения карательных операций сразу вслед за войсками в район прибыли карательные подразделения войск СС, айнзатцгруппы, зондеркоманды, тайная полевая полиция (ГФП), полиция безопасности и СД, жандармерия и гестапо.
Одновременно с оккупацией нацисты и их приспешники начали поголовное уничтожение евреев. «Акции» (таким эвфемизмом гитлеровцы называли организованные ими массовые убийства) повторялись множество раз во многих местах. В тех населенных пунктах, где евреев убили не сразу, их содержали в условиях гетто вплоть до полного уничтожения, используя на тяжелых и грязных принудительных работах, от чего многие узники умерли от непосильных нагрузок в условиях постоянного голода и отсутствия медицинской помощи.
За время оккупации практически все евреи Гомельского района были убиты, а немногие спасшиеся в большинстве воевали впоследствии в партизанских отрядах.
Евреев в районе убили в Гомеле, деревнях Поддобрянка (195 человек в августе 1941 года), Телеши и многих других местах.

## Гетто
Оккупационные власти под страхом смерти запретили евреям снимать желтые латы или шестиконечные звезды (опознавательные знаки на верхней одежде), выходить из гетто без специального разрешения, менять место проживания и квартиру внутри гетто, ходить по тротуарам, пользоваться общественным транспортом, находиться на территории парков и общественных мест, посещать школы.
Реализуя нацистскую программу уничтожения евреев, немцы создавали гетто почти во всех городах и населённых пунктах Беларуси, где проживало еврейское население. Так и в Гомельском районе оккупанты организовали 4 гетто. Все они располагались в Гомеле и просуществовали с сентября до ноября 1941 года. В этих гетто были замучены и убиты более  10 000 человек.

## Случаи спасения и «Праведники народов мира»
В Гомельском районе 5 человек были удостоены почетного звания «Праведник народов мира» от израильского мемориального института «Яд Вашем» «в знак глубочайшей признательности за помощь, оказанную еврейскому народу в годы Второй мировой войны»:
- Алексеева (Деревяшкина) Анна, Пицунник (Михалкина) Лидия, Алексеев Петр — за спасение Демьянковой (Хорошиной) Анны в Гомеле[23].
- Корнейчук Николай и Анна — за спасение Розинова Ефима и Райх Баси в Гомеле[24].

## Память
Опубликованы неполные списки жертв геноцида евреев в Гомельском районе: в Давыдовском сельсовете, Терешковическом сельсовете, в деревнях Поддобрянка, Телеши.
Памятники убитым евреям района установлены в Гомеле (два — на еврейском и Лещинском кладбищах) и в деревне Поддобрянка.